# Espaço localmente convexo
Em análise funcional e áreas da matemática relativas a ela, espaço localmente convexo ou espaço vetorial topológico localmente convexo é um espaço vectorial topológico que admite uma base local formada por conjuntos convexos. A importância do estudo destes espaço provém do fato que, embora não sejam necessariamente espaços normáveis, sua estrutura permite que se estabeleça o teorema da categoria de Baire e o teorema de Hahn-Banach.

## Exemplo
- Todo espaço normado é um espaço localmente convexo.